# 醸造アルコール
醸造アルコール（じょうぞうアルコール）とは、食用に用いられるエタノールのこと。醸造用アルコールともいう。主に日本酒（清酒）などの増量、品質調整、アルコール度数の調整などに用いられる。
日本国内製造の日本酒全体の製造量の76.9%の酒に醸造アルコールが添加されている。日本酒の普通酒や三倍増醸清酒では原料となる米重量の50%までを上限として添加できるため主として増量目的であるが、比較的高価な吟醸酒や本醸造酒などの特定名称酒では、米重量の10％以下が上限であり、増量目的ではなく風味をすっきりさせるなどの目的のためである。一般的に醸造アルコールの添加は低品質と誤解されているが、日本最大規模の日本酒コンテスト「全国新酒鑑評会」の出品作の78.3%に添加されており、入賞作の98.1%に添加されている。衛生管理が不十分だった時代においては清酒を腐敗させる乳酸菌の一種である火落菌の増殖を抑える効果もあったが、現在で火落ち菌の増殖は火入れによって防止できるため、その目的での添加は減っている。
醸造アルコールを添加した日本酒（清酒）は厳密には醸造酒ではなく混成酒である（リキュールではない）が、日本の酒税法上は一括して清酒として扱われる。一方で、アメリカ合衆国の税法上はアルコール添加の有無で大きく税率が異なる。
カクテル・リキュールのベースとしても広く用いられている他、アルコール度数を36度未満にしたものは焼酎（甲類）として販売されている。
味噌や醤油などの食品製造でも使用される発酵法によって製造された工業用アルコール（エタノール）は、管轄が経済産業省であるという点と酒税がかからないという点を除けば醸造アルコールと同じものである。しかし、工業用アルコールとは異なりエチレンを原料とする合成法で製造されたアルコールを醸造アルコールとして用いることはできない（合成アルコールは食品衛生法により、食品添加物としても使用できない）。また、工業用アルコールは不正に転用されないようアルコール事業法により製造・販売・使用が厳しく規制されている。
一般に市販されている工業用アルコールや燃料用アルコールには飲用に用いられないように有毒なメタノールやイソプロパノールが添加されている（変性アルコール）。

## 日本での定義
「清酒の製法品質表示基準」（平成元年国税庁告示第8号）により以下のとおり定められている。
「醸造アルコールとは、でんぷん質物又は含糖質物を原料として発酵させて蒸留したアルコールをいうものとする。」
日本国内でも蒸留は行われているが廃液の処理が厳しくなった為、近年は外国から植物原料由来で作られた「粗留アルコール」を輸入し、国内でさらに蒸留して純度を高めて出来上がった製品を醸造原料用アルコールなどと名付けて酒類製造業者に販売されているものが大半である。平成28年にはアルコール飲料原料用として2億リットル以上が輸入されている。

## 主な原料
以下に挙げる原料を発酵させ連続式蒸留機で蒸留する。
- 含糖質
  - 廃糖蜜
  - 精製糖蜜
  - 甜菜糖蜜
- 澱粉質
  - 米
  - サツマイモ
  - トウモロコシ